# Джуркэ, Элена
Элена Джуркэ (рум. Elena Giurcă; 11 января 1946, Бухарест — сентябрь 2013, неизвестно) — румынская гребная рулевая, выступавшая за сборную Румынии по академической гребле в 1960-х и 1970-х годах. Бронзовая призёрка летних Олимпийских игр в Монреале, обладательница серебряных и бронзовых медалей чемпионатов мира, бронзовая призёрка чемпионата Европы, победительница и призёрка регат национального значения.

## Биография
Элена Джуркэ родилась 11 января 1946 года в Бухаресте, Румыния.
Первого серьёзного успеха на взрослом международном уровне добилась в сезоне 1969 года, когда вошла в основной состав румынской национальной сборной и выступила на чемпионате Европы в Клагенфурте, где в зачёте распашных рулевых восьмёрок выиграла бронзовую медаль — финишировала после экипажей из Восточной Германии и Советского Союза.
В 1974 году побывала на чемпионате мира в Люцерне, где помимо мужских впервые были представлены и женские дисциплины. В итоге привезла отсюда серебряную награду, выигранную в парных четвёрках с рулевой — в решающем финальном заезде пропустила вперёд только титулованных восточногерманских спортсменок. 
На мировом первенстве 1975 года в Ноттингеме попасть в число призёров не смогла, финишировала в парных рулевых четвёрках шестой. Кроме того, исполняла здесь роль рулевой и в распашных четвёрках — сумела квалифицироваться лишь в утешительный финал B и расположилась в итоговом протоколе соревнований на седьмой строке.
Благодаря череде удачных выступлений удостоилась права защищать честь страны на летних Олимпийских играх 1976 года в Монреале — здесь впервые в олимпийской программе появилась женская академическая гребля. В составе парного четырёхместного рулевого экипажа, куда также вошли гребчихи Фелича Афрэсилоаие, Иоана Тудоран, Мария Микша и Элисабета Лазэр, в финале Джуркэ пришла к финишу третьей позади команд из ГДР и СССР — тем самым завоевала бронзовую олимпийскую медаль. 
После монреальской Олимпиады Элена Джуркэ осталась в составе гребной команды Румынии на ещё один олимпийский цикл и продолжила принимать участие в крупнейших международных регатах. Так, в 1977 году на чемпионате мира в Амстердаме она выиграла серебряную и бронзовую медали в парных и распашных четвёрках соответственно.
На мировом первенстве 1978 года в Карапиро в парных рулевых четвёрках заняла шестое место.
В 1979 году добавила в послужной список бронзовую награду, полученную в парных четвёрках на чемпионате мира в Бледе.
Находясь в числе лидеров румынской национальной сборной, благополучно прошла отбор на Олимпийские игры 1980 года в Москве — на сей раз со своим парным четырёхместным экипажем финишировала на четвёртой позиции. Вскоре по окончании этих соревнований приняла решение завершить спортивную карьеру.
По специальности английского языка окончила Бухарестский университет (1969), впоследствии работала преподавателем английского языка в военной академии.
Умерла в сентябре 2013 года в возрасте 67 лет после перенесённой операции на аневризме головного мозга.